# Гнишик
Гнишик (арм. Գնիշիկ) — село в Вайоцдзорской области Армении.

## География
Село расположено в юго-западной части марза, вблизи истока реки Гнишик, при автодороге , на расстоянии 32 километров к юго-юго-западу (SSW) от города Ехегнадзор, административного центра области. Абсолютная высота — 2020 метров над уровнем моря.
Климат
Климат характеризуется как умеренно холодный, влажный (Dfb в классификации климатов Кёппена). Среднегодовая температура воздуха составляет 5,9 °C. Средняя температура самого холодного месяца (января) составляет −6,2 °С, самого жаркого месяца (июля) — 17,4 °С. Расчётная многолетняя норма атмосферных осадков — 435 мм. Наибольшее количество осадков выпадает в мае (75 мм).

## Население
| Год переписи | Население          | Население          | Население          | Население            | Население            | Население            |
| Год переписи | Наличное население | Наличное население | Наличное население | Постоянное население | Постоянное население | Постоянное население |
| Год переписи | Всего              | Мужчины            | Женщины            | Всего                | Мужчины              | Женщины              |
| ------------ | ------------------ | ------------------ | ------------------ | -------------------- | -------------------- | -------------------- |
| 2001         | 40                 | 21                 | 19                 | 39                   | 20                   | 19                   |
| 2011         | 38                 | 20                 | 18                 | 44                   | 23                   | 21                   |

| Год  | Численность | Численность |
| ---- | ----------- | ----------- |
| 1831 | 31          | [ 8 ]       |
| 1873 | 266         | [ 9 ]       |
| 1897 | 485         | [ 8 ]       |
| 1926 | 760         | [ 8 ]       |
| 1939 | 914         | [ 8 ]       |
| 1959 | 754         | [ 8 ]       |
| 1970 | 372         | [ 8 ]       |
| 1989 | 389         | [ 10 ]      |
| 2001 | 39          | [ 8 ]       |
| 2011 | 44          | [ 11 ]      |